# كارلوس إسبوزيتو
كارلوس ألفونسو إسبوزيتو (بالإسبانية: Carlos Espósito)‏ (ولد في 4 نوفمبر 1941) هو حكم كرة قدم أرجنتيني متقاعد. حكم مباراتين في كأس العالم 1986 في المكسيك .

## روابط خارجية
- كارلوس إسبوزيتو على موقع Soccerway.com (الإنجليزية)